# نيل بارتلت
نيل بارتلت (بالإنجليزية: Neil Bartlett)‏ ‏ (15 أيلول/سبتمبر 1932 – 5 آب/أغسطس 2008) هو كيميائي بريطاني اشتهر بتخصصه بكيمياء الفلور ومركباته الكيميائية.
كان بارتلت أول من تمكن من تشكيل مركبات كيميائية للغازات النبيلة.

## حياته
ولد نيل بارتلت في مدينة نيوكاسل أبون تاين في سنة 1932. درس في جامعة نيوكاسل حيث حصل على بكالوريوس في العلوم سنة 1954، ومن ثم الدكتوراة سنة 1958.
درّس الكيمياء في جامعة كولومبيا البريطانية وجامعة كاليفورنيا (بركلي).

## إنجازاته
كان نيل بارتلت أول من تمكن من تحضير مركبات كيميائية من الغازات النبيلة، وذلك بتحضيره لمركب سداسي فلوروبلاتينات الزينون.

## اقرأ أيضاً
- غاز نبيل
- سداسي فلوريد الزينون